# 101-я воздушно-десантная дивизия

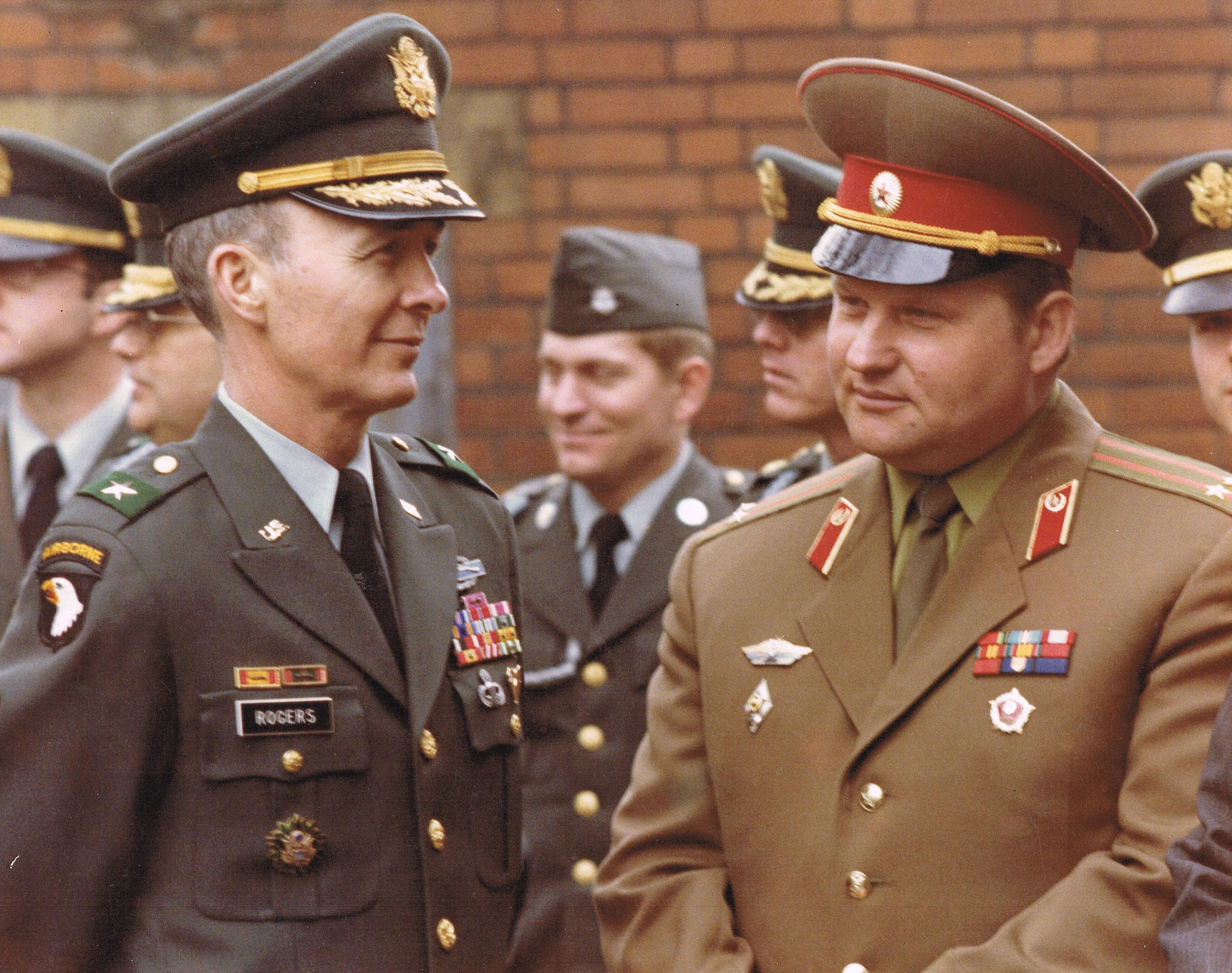
Бригадный генерал Роджерс, подполковник Дорофеев А. А. (ВС СССР) на смене караулов 1 апреля 1981 года, тюрьма Шпандау, Западный Берлин.

101-я воздушно-десантная дивизия (воздушно-штурмовая) (англ. 101st Airborne (Air Assault) Division) — тактическое соединение Армии США, подготовленное для проведения десантных операций с использованием военно-транспортных самолётов и вертолётов.
Нарукавный знак породил официальное словесное название дивизии — «Кричащие орлы» (англ. Screaming Eagles). В настоящее время 101-я дивизия сохраняет название «воздушно-десантная» (Airborne) как дань истории. Управление (штаб, службы и так далее) находятся на военной базе Форт-Кэмпбелл, штат Кентукки, а некоторые сводные формирования в Румынии.

## История

### Первое формирование
101-я воздушно-десантная дивизия сформирована 16 августа 1942 г. в Кэмп-Клэйборн, штат Луизиана на основе кадров 101-й (пехотной) дивизии Армии США. 19 августа того же года первый командир, генерал-майор Уильям К. Ли, пообещал своим новобранцам, что, хотя у новой дивизии нет истории, вскоре ей предстоит «встреча с судьбой». Как дивизия, 101-я никогда не подводила это пророчество. За свою более чем 75-летнюю историю дивизия накопила гордый послужной список, как в войне, так и в мире, не имеющий аналогов ни в одном другом подразделении.
Общий приказ № 5, который положил начало дивизии, гласил:
«101-я воздушно-десантная дивизия, сформированная в лагере Клейборн, не имеет истории, но у неё есть встреча с судьбой». Подобно первым американским пионерам, чье непобедимое мужество стало фундаментом этой нации, мы порвали с прошлым и его традициями, чтобы заявить свои права на будущее. В силу характера нашего вооружения и тактики, в которой мы будем совершенствоваться, нас будут призывать к проведению операций далеко идущего военного значения, и мы будем привычно вступать в бой, когда в этом будет настоятельная и крайняя необходимость. Позвольте мне обратить ваше внимание на то, что нашим эмблемой является большой американский орел. Это подходящая эмблема для дивизии, которая сокрушит своих врагов, обрушившись на них, как молния с неба. История, которую мы создадим, летопись высоких достижений, которую мы надеемся вписать в анналы американской армии и американского народа, целиком и полностью зависит от бойцов этой дивизии. Поэтому каждый человек, каждый офицер и каждый рядовой, должен рассматривать себя как необходимую часть сложного и мощного инструмента для победы над врагами нации. Каждый, выполняя свою работу, должен понимать, что он является не только средством, но и незаменимым средством для достижения цели победы. Поэтому не будет лишним сказать, что само будущее, в формировании которого мы рассчитываем принять участие, находится в руках солдат 101-й воздушно-десантной дивизии.
Принимала участие в операциях Второй мировой войны на Западноевропейском театре военных действий. Участвовала в высадке в Нормандии, операции «Маркет Гарден».
Ранним утром 6 июня 1944 года «Кричащие орлы» высадились с парашютом на полуостров Котантен, став первыми солдатами союзников, ступившими на территорию оккупированной Франции. 101-я воздушно-десантная дивизия, которой было поручено расчистить путь для высадки 4-й пехотной дивизии на Юта-Бич, в итоге соединила плацдармы Юта и Омаха и освободила город Карантан. После месяца боев дивизия вернулась в Англию, чтобы подготовиться к будущим операциям.
17 сентября 1944 года дивизия ворвалась в Нидерланды, возглавив операцию «Маркет-Гарден». Удерживая узкий 16-мильный коридор через удерживаемую противником территорию, дивизия в течение 72 дней неустанно сражалась с тяжелыми противниками. В конце ноября 1944 года дивизия вернулась во Францию на заслуженный отдых. Отдых был коротким.
Отличилась при обороне Бастони во время сражения в Арденнах.
Чтобы противостоять массированному немецкому наступлению через Арденнский лес в середине декабря 1944 года, 101-я воздушно-десантная дивизия была неожиданно отозвана на фронт. Отвечая за оборону важнейшего узла дорог в Бастони, Бельгия, 101-я воздушно-десантная дивизия была окружена мощными силами противника, которые требовали ее немедленной капитуляции. Отвечая на немецкий ультиматум, бригадный генерал Энтони К. МакОлифф вошел в историю своим знаменитым ответом… «Nuts!». Хотя осада Бастони была снята 26 декабря 1944 года, интенсивные бои продолжались до середины января 1945 года, пока союзные части сокращали успехи нацистов в Арденнском союзе.
Атаковав сердце Германии через Рурскую долину, 101-я воздушно-десантная дивизия преследовала отступающие немецкие войска в Баварии. Весной 1945 года «Кричащие орлы» освободили концентрационный лагерь Ландсберг и горную резиденцию Гитлера в Берхтесгадене, Германия. После окончания Второй мировой войны в Европе 101-я воздушно-десантная дивизия была переведена на оккупационные работы в Германии, Австрии и Франции. Дивизия была инактивирована 30 ноября 1945 года.

### Второе формирование

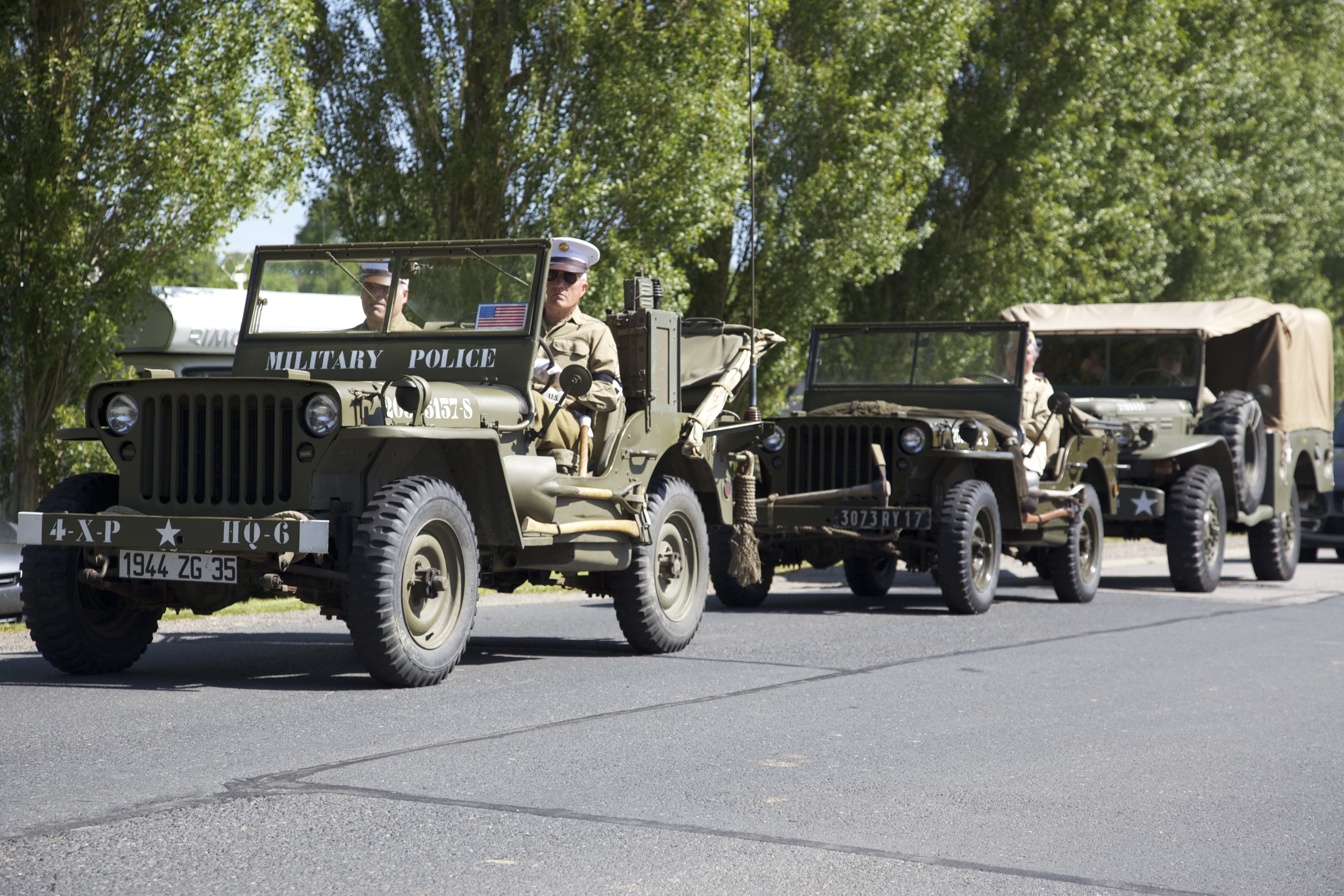
Машина военной полиции во главе праздничной мехколонны по случаю 71-й годовщины высадки в Нормандии.

Послевоенный период ознаменовался для «Кричащих орлов» прерывистым существованием. Этот период отмечен несколькими реактивациями и инактивациями в Кэмп-Брекинридж, штат Кентукки, и Форт-Джексон, Южная Каролина. Официальные церемонии реактивации, состоявшиеся 21 сентября 1956 года, ознаменовали возвращение 101-й воздушно-десантной дивизии на боевое дежурство в качестве первой в армии пентомической дивизии с ядерным потенциалом и её дебют в Форт-Кэмпбелл, штат Кентукки, имея в своём составе вместо бригад и полков пять «боевых групп».
В сентябре 1957 года некоторые подразделения 101-й воздушно-десантной дивизии получили приказ президента Эйзенхауэра направиться в Литл-Рок, штат Арканзас. В рамках операции «Арканзас» 1-я воздушно-десантная боевая группа 327-й пехотной дивизии сопровождала первых девять афроамериканских школьников — «Девять из Литл-Рока» — на занятия в Центральную среднюю школу Литл-Рока. Добившись успеха, «Бульдоги Бастони» вернулись в Форт-Кэмпбелл в конце 1957 года.
29 июля 1965 года 1-я бригада 101-й воздушно-десантной дивизии была переброшена в Республику Вьетнам, получив прозвище «Вьетнамские кочевники». Остальная часть дивизии оставалась в Форт-Кэмпбелле до приказа о направлении во Вьетнам в конце 1967 года. Во время неудачного наступления противника «Тет» в 1968 году «Кричащие орлы» участвовали в боевых операциях от Сайгона до провинции Куанг Три.
С 25 июля по 28 июля 1967 года участвовала в подавлении бунта и пресечения нарушения порядка в Детройте.
К 1967 г. на территорию Республики Вьетнам были введены все основные части дивизии.
В августе 1968 года «Кричащие орлы» сбросили свои парашюты в пользу вертолетных операций, получив новое наименование — 101-я воздушно-десантная дивизия (аэромобильная). После Тетского наступления дивизия обосновалась в провинции Тхыатхьен-Хюэ и продолжала там наступательные операции до передислокации в США в начале 1972 года.
В 1968 г. 101-я дивизия преобразована в аэромобильную (воздушно-штурмовую), став второй по счёту дивизией Армии США, подготовленной для проведения десантных операций посадочным способом. Части и подразделения 101-й дивизии принимали участие в овладении высотой 937.0, а также в ряде других крупных войсковых операций СВ США на территории Республики Вьетнам. Из бойцов 101-й дивизии был сформирован противопартизанский отряд «Тигр», имевший основной задачей борьбу с отрядами «Вьетконга» на территории Республики Вьетнам.
Период после Вьетнама стал временем перемен для армии и 101-й воздушно-десантной дивизии (аэромобильной). В феврале 1974 года тогдашний генерал-майор Сидни Берри подписал общий приказ 179 по дивизии, разрешающий ношение нового квалификационного значка аэромобильной (позже — воздушно-штурмовой) дивизии. Отражая изменения в структуре и ориентации, 4 октября 1974 года дивизия была переименована в 101-ю воздушно-десантную дивизию (воздушно-штурмовую).

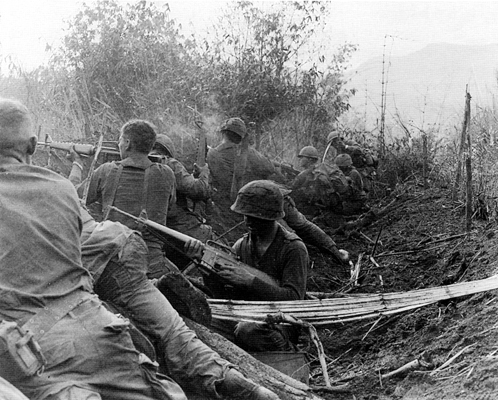
Солдаты 101-й вдд в бою. Операция «Hawthorne», июнь 1966 г., Южный Вьетнам

В марте 1982 года части 101-й воздушно-десантной дивизии начали шестимесячное развёртывание на Синайском полуострове в составе Многонациональных сил наблюдателей.
В декабре 1985 г. в тяжёлом авиационном происшествии в Гандере (Канада) погибли 248 военнослужащих 101-й воздушно-десантной дивизии.
В августе 1990 года 101-я воздушно-десантная дивизия была развёрнута на Ближнем Востоке в поддержку операций «Щит пустыни» и «Буря в пустыне». Во время освобождения Кувейта дивизия сделала первые выстрелы в воздушной войне и провела самую продолжительную и крупную на сегодняшний день воздушно-штурмовую операцию, обеспечив безопасность иракской территории в долине реки Евфрат. После объявления о прекращении огня в Сафуане в феврале 1991 года 101-я дивизия начала подготовку к передислокации. К маю 1991 года «Кричащие орлы» вернулись домой.
1990-е годы стали напряженным временем для 101-й воздушно-десантной дивизии, которая неоднократно направлялась для участия в операциях по поддержанию стабильности и поддержки по всему миру. Базирующиеся в Форт-Кэмпбелле подразделения были развёрнуты в Сомали, на Гаити, Синайском полуострове, в Центральной и Южной Америке, Боснии и Косово.
В ходе операции «Буря в пустыне» (1991) вертолёты AH-64 из состава авиации 101-й дивизии произвели первые выстрелы войны. В ходе наземной операции 101-я дивизия не потеряла ни одного человека из личного состава.
После террористических атак 11 сентября подразделения дивизии были быстро развёрнуты для защиты уязвимых объектов в США от возможного нападения. Почти сразу же, в ноябре 2001 года, 3-я бригада была развёрнута в Афганистане. В марте 2002 года «раккасаны» были частично ответственны за наступательные операции в долине Шах-И-Хот, которые нанесли первый удар по Талибану и Аль-Каиде. После сложной шестимесячной службы 3-я бригада передислоцировалась в США.
101-я воздушно-десантная дивизия принимала участие во вторжении в Ирак в марте — апреле 2003 г. В феврале и марте 2003 года дивизия была переброшена в Кувейт в преддверии боевых действий против режима Саддама Хусейна. В ходе изнурительного воздушного и наземного перемещёния на расстояние более 350 миль по враждебной территории и интенсивных боев в городских районах дивизия демонстрировала свою гибкость и огневую мощь. Дивизия брала города Кербела и Наджаф, Хилла оказавшихся в глубоком тылу американских войск, но продолжавших сопротивление, дивизия в конце концов закрепилась в южном Багдаде в середине апреля 2003 года. Вскоре после этого дивизия была переброшена в северный Ирак, где провела самую продолжительную в истории воздушную атаку и быстро взяла на себя ответственность за Мосул, второй по величине город Ирака, и четыре близлежащие провинции. В последующие месяцы дивизия сосредоточилась на задачах по восстановлению безопасности, восстановлению основных услуг и реконструкции гражданской инфраструктуры. За этот период «Кричащие орлы» обеспечили завершение 5 000 проектов реконструкции, убили Удая и Кусая Хусейна и взяли в плен более 500 повстанцев, выступающих против коалиции.
В начале 2004 года дивизия была передислоцирована в Форт-Кэмпбелл. В течение последующего года 101-я воздушно-десантная дивизия полностью восстановилась и полностью реорганизовалась в соответствии с новой организационной структурой преобразования армии в преддверии второго развёртывания в Ираке.
В ноябре 2005 года штаб дивизии, 1-я и 3-я бригады и 101-я бригада боевой авиации во второй раз отправились в Ирак. В качестве оперативной группы Band of Brothers дивизия взяла на себя ответственность за северную половину Ирака — самую большую зону операции в стране. В партнерстве с четырьмя дивизиями иракской армии «Кричащие орлы» сосредоточили свои усилия на создании надежных подразделений иракских сил безопасности, способных проводить самостоятельные операции по борьбе с повстанцами. Эти грандиозные усилия привели к значительному повышению уровня безопасности и передаче нескольких районов под контроль иракцев до передислокации дивизии в октябре 2006 года. Согласно новой модульной структуре, 2-я и 4-я бригады и 159-я боевая авиационная бригада были приданы другим командованиям многонациональной дивизии или многонациональных сил в других районах Ирака.
В конце 2006 года Форт Кэмпбелл вступил в заключительную фазу исторической модульной трансформации армии. На этом этапе XVIII воздушно-десантный корпус снял с себя обязанности по командованию 101-й воздушно-десантной дивизией в мирное время — отношения, начавшиеся ещё до вторжения в Голландию в 1944 году, — и дивизия стала подразделением прямого подчинения командованию сил (Forces Command). Дополнительные изменения в командовании и управлении привели к тому, что 49-я квартирмейстерская группа (49th Quartermaster Group) из Форт-Ли, штат Вирджиния, присоединилась к Форт-Кэмпбелл.
В конце 2007 года большая часть дивизии была вновь переброшена в Ирак. 1-я, 2-я и 3-я бригады дивизии и элементы бригады обеспечения развернулись в Ираке, где каждая из них служила под командованием различных многонациональных дивизий, проводивших боевые операции на территории Ирака. Солдаты 49-й квартирмейстерской группы были направлены как в Ирак, так и в Афганистан для поддержки боевых действий и операций боевой поддержки. 101-я боевая авиационная бригада была развёрнута в Афганистане и в конечном итоге была заменена 159-й боевой авиационной бригадой.
В марте 2008 года штаб (и батальон специальных войск) 101-й воздушно-десантной дивизии (штурмовой) присоединился к 4-й бригаде и 101-й бригаде поддержки в Афганистане для поддержки операции «Несокрушимая свобода». В качестве объединённой оперативно-тактической группы 101 (CJTF-101) штаб дивизии поддерживался многочисленными коалиционными подразделениями и отвечал за район операции размером с Пенсильванию, обозначенный как региональное командование «Восток». В состав регионального командования «Восток» вошли 14 провинций, включая большую часть нестабильного пограничного региона между Афганистаном и Пакистаном, а также Гиндукуш и контролируемые Афганистаном высокогорные районы, и перед региональным командованием «Восток» был поставлен уникальный и сложный комплекс задач, не имеющий аналогов в прошлом.
Солдаты CJTF-101 преуспели в своей роли солдат-дипломатов и воинов. CJTF-101 помогла восстановить уверенность и доверие афганского народа к своему правительству, улучшив при этом качество его жизни благодаря более чем 2500 инновационным проектам развития. Как воины, CJTF-101 активно обучала Силы национальной безопасности (ANSF) и, бок о бок с ними, неустанно преследовала повстанческие группы, где бы они ни находились.
В течение 2010 года 1-я, 2-я, 3-я и 4-я бригады, 101-я бригада поддержки, 159-я и 101-я бригады армейской авиации (АА) развёртывались в Афганистане в разное время в течение года. Штаб 101-й дивизии командовал RC-East во второй раз, когда вся дивизия была развёрнута на одном театре военных действий.
Сворачивание знамени 1-й бригады 101-й вдд на 57-й авиабазе румынских ВВС. 31 марта 2023.
2 мая 2011 года солдаты спецназа и морские котики убили Усаму бин Ладена, основателя Аль-Каиды и ответственного за теракты 11 сентября. Вскоре после смерти бин Ладена президент Барак Обама посетил Форт Кэмпбелл, чтобы поблагодарить солдат 160-го авиационного полка специальных операций и военнослужащих дивизии.
Летом и осенью 2012 года подразделения 1-й, 2-й и 3-й бригад, а также 101-й боевой авиационной бригады вновь были направлены в Афганистан.
В начале 2013 года в Афганистан были направлены штаб 101-й дивизии, 101-я бригада поддержки и 4-я бригада. Штаб 101-й дивизии командовал КР-Восток в третий раз за пять лет.
Позже в 2013 году части 1-й, 2-й, 3-й и 4-й бригад и 101-я бригада АА вернулись домой в Форт-Кэмпбелл.
В начале 2014 года части 2-й бригады и 159-й боевой авиационной бригады были направлены в Афганистан, а штаб 101-й дивизии, 101-я бригада поддержки и оставшиеся части 4-й бригады вернулись домой после развёртывания в Афганистане.
Осенью того же года в Афганистан были направлены части 1-й бригады, а 2-я бригада и 159-й бригада АА вернулись домой. Кроме того, части 3-й бригады были развёрнуты в Афганистане и Кувейте в качестве сил реагирования на театре военных действий, готовых быстро реагировать на миссии по всему Афганистану.
Вскоре после возвращения домой и после четырех развёртываний в поддержку войны с терроризмом 4-я бригада была инактивирована 25 апреля 2014 года.
В октябре 2014 года штаб 101-й воздушно-десантной дивизии был развёрнут в Монровии, Либерия, в качестве объединенного командования сил для операции «Объединенная помощь». Штаб дивизии вместе с элементами 101-й бригады поддержки, элементами 86-го госпиталя боевой поддержки и несколькими другими подразделениями-арендаторами из Форт-Кэмпбелла развернулся в поддержку операции Министерства обороны по материально-техническому обеспечению, обучению и инженерной поддержке усилий Агентства США по международному развитию по сдерживанию вспышки вируса Эбола в западной Африке.
В начале 2015 года подразделение вернулось с успешной миссии, эффективно остановив распространение лихорадки Эбола в Либерии и соседних странах, что в конечном итоге свело число случаев заболевания Эболой к нулю. В начале 2015 года дополнительный элемент 3-й бригады был развёрнут в Баграме, Афганистан, в качестве совместного отряда по обеспечению безопасности многонациональных сил.
7 мая 2015 года 159-я бригада армейской авиации, корни которой уходят ещё во Вьетнамскую войну, была инактивирована.
Позднее в 2015 году 1-я бригада и оба элемента 3-й бригады вернулись домой.
Усилия дивизии в Афганистане привели к успешным и решительным операциям на всех уровнях, что позволило значительно укрепить Силы национальной безопасности ИРА, приверженные делу защиты своей страны. Аналогичным образом, «Кричащие орлы» в Ираке заметно улучшили качество жизни иракского народа и его доверие к иракской армии. Каждый «Кричащий орел» должен гордиться своими усилиями по оказанию помощи Афганистану и Ираку в возвращении их законного места в мирном сообществе наций.
В ноябре 2016 года штаб 101-й дивизии вернулся из девятимесячной командировки в Ирак в поддержку операции «Непоколебимая решимость». Дивизия выполняла функции штаба Объединенного командования сухопутных компонентов объединённых сил — операция «Непоколебимая решимость» (CJFLCC-OIR). Элементы 101-й воздушно-десантной дивизии продолжают работать с коалиционными силами, оказывая консультативную помощь и содействие Иракским силам безопасности.
В апреле 2018 года штаб 101-й воздушно-десантной дивизии снял своё знамя для девятимесячного развёртывания в Афганистане. Миссия 101-й воздушно-десантной дивизии, отправляющейся в Афганистан в четвёртый раз за 2010-е гг., заключалась в наблюдении за подготовкой, консультированием и оказанием помощи в рамках миссии НАТО и контртеррористических операций США по всей стране.

## Происхождение
- Штаб 101-й (пехотной) дивизии был сформирован в составе 23 июля 1918 г.
- Кадры 101-й дивизии формировались с ноября 1918 г. в гарнизоне Кэмп-Шелби (штат Миссисипи).
- 101-я дивизия была временно расформирована в декабре 1918 г.
- Штаб и управление 101-й пехотной дивизии сформированы заново 24 июня 1921.
- Кадры 101-й пехотной дивизии сформированы повторно 10 сентября 1921 в Милуоки (штат Висконсин).
- Штаб 101-й (пехотной) дивизии реорганизован 31 марта 1942 в штаб 101-й дивизии.
- 101-я (пехотная) дивизия расформирована 15 августа 1942 — одновременно сформирован штаб и укомплектованы кадры 101-й воздушно-десантной дивизии в Кэмп-Клейборн (штат Луизиана).
- 101-я воздушно-десантная дивизия расформирована 30 ноября 1945 во время дислоцирования на территории Франции.
- 101-я воздушно-десантная дивизия вновь введена в постоянный состав 25 июня 1948.
- Кадры дивизии укомплектованы вновь 6 июля 1948 в Кэмп-Брекинридж (штат Кентукки).
- Дивизия выведена из состава 27 мая 1949 в Кэмп-Брекинридж.
- Дивизия вновь введена в состав 25 августа 1950 в Кэмп-Брекинридж.
- Дивизия выведена из состава 1 декабря 1953 в Кэмп-Брекинридж.
- Дивизия вновь введена в состав 15 мая 1954 в Форт-Джэксон (штат Южная Каролина).
- Дивизия реорганизована в десантно-штурмовую и переименована 3 февраля 1964 в 101-ю воздушно-десантную (десантно-штурмовую).

## Вооружение и оснащение
По данным на 1991 год всего в дивизии насчитывалось:
- 16 548 человек личного состава;
- 775 автомашин,
- 438 штатных единиц авиатехники, из которых:
  - вертолётов огневой поддержки АН-64 «Апач» — 88,
  - разведывательных вертолётов ОН-58А «Кайова» — 109,
  - многоцелевых вертолётов UH-60A «Блэк Хок» — 203,
  - транспортно-десантных вертолётов CH-47D «Чинук» — 32
  - вертолётов радиоэлектронной борьбы EH-60A — 6;
- 54 гаубицы M102 калибра 105 мм;
- 87 миномётов калибра 81 мм;
- 27 ЗСУ «Вулкан» (M167 VADS[англ.]);
- 72 ПЗРК «Стингер»;
- 657 ПТРК, из которых:
  - «Хеллфайр» — 36;
  - «Toy» — 225;
  - «Дракон» — 396[6].

## Состав

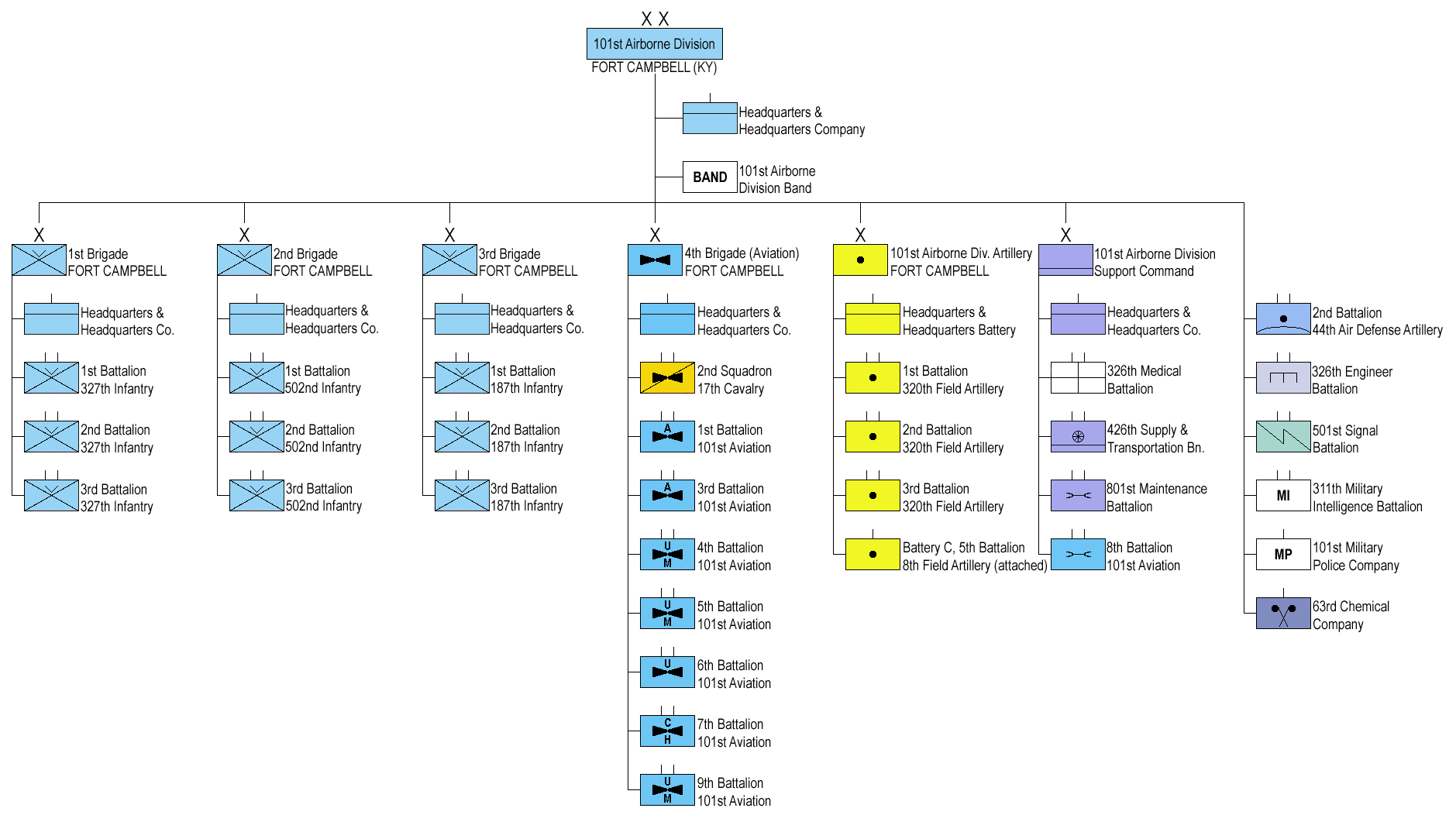
ОШС дивизии в 1989 году.
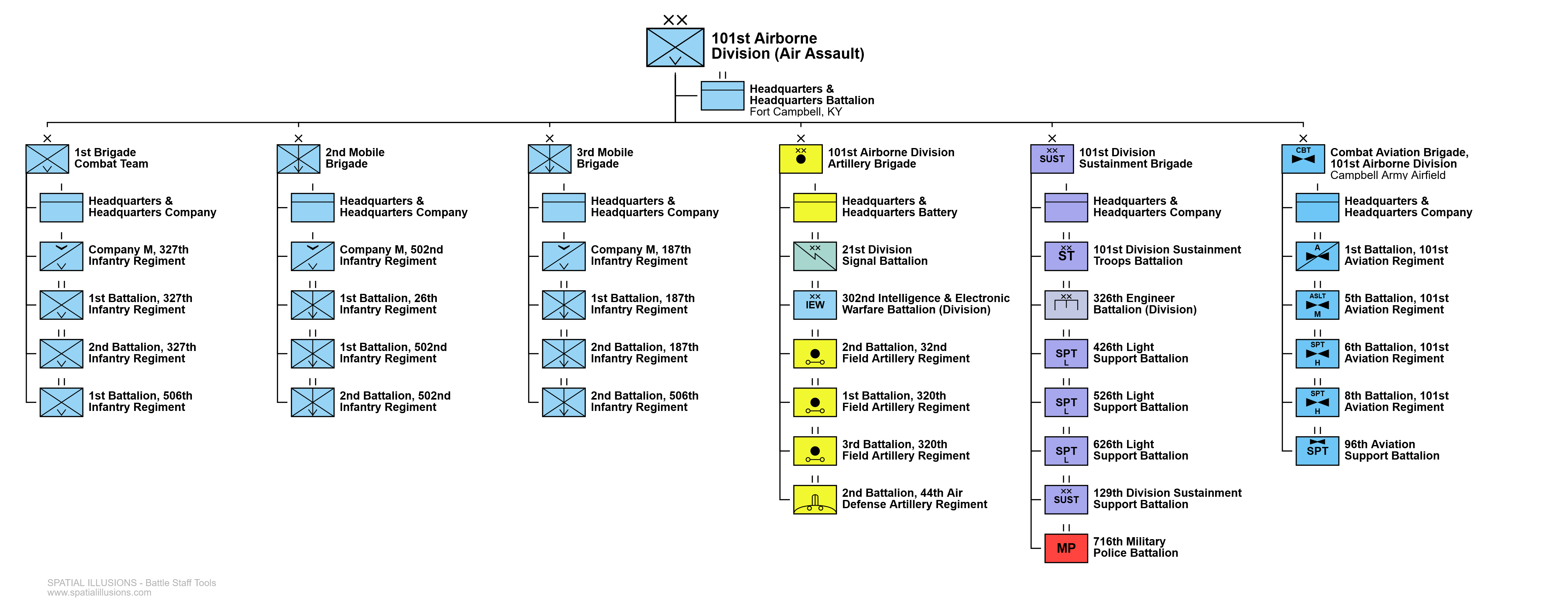
ОШС дивизии на 2025 год.

- 101-я воздушно-десантная дивизия (~16000)
  - 2-й дивизион 44-го полка ПВО (48 — Avenger)
  - 86-й госпиталь поддержки
  - 326-й инженерный батальон
  - 311-й батальон военной разведки
  - 501-й батальон связи
  - 1-я бригада 101-й воздушно-десантной дивизии
    - 1-й батальон 327-го пехотного полка
    - 2-й батальон 327-го пехотного полка
    - 3-й батальон 327-го пехотного полка

  - 2-я бригада 101-й воздушно-десантной дивизии
    - 1-й батальон 502-го пехотного полка
    - 2-й батальон 502-го пехотного полка
    - 3-й батальон 502-го пехотного полка

  - 3-я бригада 101-й воздушно-десантной дивизии
    - 1-й батальон 187-го пехотного полка
    - 2-й батальон 187-го пехотного полка
    - 3-й батальон 187-го пехотного полка

  - Авиационная бригада 101-й воздушно-десантной дивизии
    - 2-й батальон 17-го кавалерийского полка (32 — OH-58D)
    - 1-й батальон 101-го авиационного полка (24 — AH-64D)
    - 2-й батальон 101-го авиационного полка (24 — AH-64D)
    - 3-й батальон 101-го авиационного полка (24 — AH-64D)
    - 6-й батальон 101-го авиационного полка (24 — UH-60)

  - 159-я авиационная бригада
    - 4-й батальон 101-го авиационного полка (24 — UH-60L)
    - 5-й батальон 101-го авиационного полка (30 — UH-60)
    - 7-й батальон 101-го авиационного полка (48 — CH-47)
    - 9-й батальон 101-го авиационного полка (30 — UH-60)

  - Артиллерийское командование 101-й воздушно-десантной дивизии
    - 1-й дивизион 320-го артиллерийского полка (18 M119)
    - 2-й дивизион 320-го артиллерийского полка (18 M119)
    - 3-й дивизион 320-го артиллерийского полка (18 M119)

  - Командование тылового обеспечения 101-й воздушно-десантной дивизии
    - 63-я химическая рота
    - 8-й батальон 101-го авиационного полка
    - 426-й батальон передового снабжения
    - 526-й батальон передового снабжения
    - 626-й батальон передового снабжения
    - 801-й батальон основной поддержки[7]

 101-я воздушно-десантная дивизия (101st Airborne (Air Assault) Division)
- Штаб и штабной батальон (Division Headquarters and Headquarters Battalion («Gladiators»))
  - Рота альфа (A Company («Slayers») MRF)
  - Рота браво (B Company («Black Dragons»))
  - Рота чарли (C Company («Spartans»))
  - Штаб и рота обеспечения (Headquarters and Support Company («Sentries»))
  - Оркестр (101st Airborne Division Band («Pride of the Eagle»))
- 1-я воздушно-десантная бригада (1st Brigade Combat Team («Bastogne»)) (♣)
  - Штаб и штабная рота (Brigade Headquarters and Headquarters Company)
  - 1-й батальон 327-го пехотного полка (1st Battalion, 327th Infantry Regiment («Bulldogs»))
  - 2-й батальон 327-го пехотного полка (2nd Battalion, 327th Infantry Regiment («No Slack»))
  - 1-й батальон 506-го пехотного полка (1st Battalion, 506th Infantry Regiment («Red Currahee»))
  - 426-й лёгкий батальон поддержки (426th Light Support Battalion («Taskmasters»))
- 2-я мобильная воздушно-десантная бригада (2nd Mobile Brigade Combat Team («Strike»)) (♥)
  - Штаб и штабная рота (Brigade Headquarters and Headquarters Company)
  - Многофункциональная разведывательная рота
  - 1-й батальон 26-го пехотного полка (1st Battalion, 26th Infantry Regiment («Blue Spaders»))
  - 1-й батальон 502-го пехотного полка (1st Battalion, 502nd Infantry Regiment («First Strike»))
  - 2-й батальон 502-го пехотного полка (2nd Battalion, 502nd Infantry Regiment («Strike Force»))
  - 526-й лёгкий батальон поддержки (526th Light Support Battalion («Best by Performance»))
- 3-я воздушно-десантная бригада (3rd Brigade Combat Team («Rakkasan»)) ()
  - Штаб и штабная рота (Brigade Headquarters and Headquarters Company)
  - 1-й эскадрон 33-го кавалерийского полка (1st Squadron, 33rd Cavalry Regiment («War Rakkasans»))
  - 1-й батальон 187-го пехотного полка (1st Battalion, 187th Infantry Regiment («Leader Rakkasans»))
  - 3-й батальон 187-го пехотного полка (3rd Battalion, 187th Infantry Regiment («Iron Rakkasans»))
  - 2-й батальон 506-го пехотного полка (2nd Battalion, 506th Infantry Regiment («White Currahee»))
  - 626-й лёгкий батальон поддержки (626th Light Support Battalion («Assurgam»))
- Артиллерийское командование[~ 1] (101st Airborne Division Artillery («Guns of Glory»)) (•)
  - Штаб и штабная рота (Brigade Headquarters and Headquarters Company («Headhunters»))
  - 2-й дивизион 32-го артиллерийского полка (2nd Battalion, 32nd Field Artillery Regiment («Proud Americans»))
  - 1-й дивизион 320-го артиллерийского полка (1st Battalion, 320th Field Artillery Regiment («Top Guns»))
  - 3-й дивизион 320-го артиллерийского полка (3rd Battalion, 320th Field Artillery Regiment («Red Knights»))
  - 2-й дивизион 44-го артиллерийского полка ПВО (2nd Battalion, 44th Air Defense Artillery Regiment)
  - 302-й батальон разведки и РЭБ (302nd Intelligence & EW Battalion (Division))
- Бригада армейской авиации[~ 2] (101st Combat Aviation Brigade («Wings of Destiny»)) (♦)
  - Штаб и штабная рота (Headquarters and Headquarters Company («Hell Cats»))
  - 2-й эскадрон 17-го кавалерийского полка (2nd Squadron, 17th Cavalry Regiment («Out Front»))
  - 1-й батальон 101-го авиационного полка (1st Battalion, 101st Aviation Regiment («Expect No Mercy»))
  - 5-й батальон (штурмовой) 101-го авиационного полка (5th Battalion, 101st Aviation Regiment («Eagle Assault»))
  - 6-й батальон (общей поддержки) 101-го авиационного полка (6th Battalion, 101st Aviation Regiment (General Support) («Shadow of the Eagle»))
  - 8-й батальон (общей поддержки) 101-го авиационного полка (8th Battalion, 101st Aviation Regiment (General Support))
  - 96-й батальон тылового обеспечения (96th Aviation Support Battalion («Troubleshooters»))
- 101-я бригада поддержки[~ 3] (101st Sustainment Brigade («Life Liners»))
  - 101-й батальон специальных войск (Special Troops Battalion («Sustainers»))
  - 326-й инженерный батальон (дивизионный) (326th Engineer Battalion (Division))
  - 129-й батальон поддержки боевого обеспечения (129th Combat Sustainment Support Battalion («Drive the Wedge»))
  - 716-й батальон военной полиции (716th Military Police Battalion («Peacekeepers»), 16th Military Police Brigade)

## След в культуре
- 101-я дивизия фигурирует в фильмах «Поле битвы», «Спасти рядового Райана», «Высота „Гамбургер“», «Братья по оружию», «Охотник на оленей», «Трансформеры 3: Тёмная сторона Луны» и ряде других.
- Участие 101-й дивизии СВ во Второй мировой и Вьетнамской войнах отражено в компьютерных играх «Call of Duty», «Call of Duty: United Offensive», «Brothers in Arms», «Conflict: Vietnam», «Company of Heroes», «R.U.S.E.», «Medal of Honor», В тылу врага: Штурм 2.
- Участию дивизии в Бастонском сражении посвятила песню «Screaming Eagles» из своего альбома «Coat of Arms» 2010 группа «Sabaton».